# ゲ音団
ゲ音団（ゲおんだん、ゲームの音屋の団体、英: GeOnDan、Video Game Sound Creator's Alliance）は、ゲームミュージックおよびゲームサウンドの職能者による日本の非営利団体。竹ノ内裕治らグループによって2009年に発足、参加メンバーは100名を超え、2011年末に解散。同業者間の交流の場を設けたほか、イベントへの参加やコンピレーション・アルバム制作、チャリティーなどを企画した。

## ディスコグラフィー
- GeOnDan レアトラックス Ver 1.0（2010年8月） - コンピレーション・アルバム
- GeOnDan レアトラックス 2（2010年12月） - コンピレーション・アルバム
- トゥインクルリンク ～アレンジ＆リミクシーズ〜（2011年8月） - リミックス・コンピレーション・アルバム
- スーパーレアトラックス The Land Of Rising Sun（2011年9月） - チャリティー・コンピレーション・アルバム

## 参加メンバー
| - 竹ノ内裕治 - 菊田裕樹 - 山下絹代 - WASi303 - 安井洋介 - 高橋コウタ - 海田明里 - ヨナオケイシ - 小林秀聡 - 渡部恭久 - 小渕世子 - 梅本竜 - きだしゅんすけ - 古川典裕（⇒ZUNTATA） - 道下桃 - 山岡晃 - 福山光晴 - 光吉猛修 - 細江慎治 - 中村隆之 - Akira Yamasaki - 立石孝 - 谷口博史 - 葉山宏治 - 並木学 - 山田一法 - 大久保博 (作曲家) | - 坂本英城 - 古川元亮 - DJサンドウ - 佐宗綾子 - 伊藤賢治 - 山根ミチル - 広野智章 - 福井健一郎 - 星野康太 - 齋藤司 - 土屋昇平（⇒ZUNTATA） - 井村絵里子 - 小塩広和 - 藤門太郎 - 桐岡麻季 - なるけみちこ - 柴田徹也 - 青木佳乃 - 内海秀明 - 田中敬一 - 岩垂徳行 - 大熊謙一 - 弘田佳孝 - 高田雅史 - 林康 - 岡素世 - 増子司 | - 宮路一昭 - 花岡拓也 - 下村陽子 - 土屋憲一 - 下田祐 - 椎名豪 - 金子剛 (サウンドクリエーター) - 坂本昌一郎 - 石川勝久（⇒ZUNTATA） - 小林啓樹 - 茜 -AKANE-（小林早織、高橋由美子 (ゲームクリエイター)） - 桜庭統 - 仲野順也 - いとうけいすけ - 仁志田竜司 - Masaya Imoto - 霜月はるか - MANYO - 藤後浩之 - 上田雅美 - 西隆宏 - 亀岡夏海 - 土屋俊輔 - 庄司英徳 | - 谷岡久美 - 佐藤天平 - 稲森崇史 - 佐藤直之 - 中京子 - 佐野信義 - 岡宮道生 - 荒川憲一 (作曲家) - 内山修作 - 中原龍太郎 - 中康洋 - 坂本慎一 - 相原隆行 - 柿埜嘉奈子 - 青木征洋 - 山谷理恵 - 井元ともこ - Masakatsu Tamura - 西村隆文 - 黒田英明 - 山田泰正（YAMADUB） - 清田愛未 - 田辺裕詞 - 佐々木宏人 - 川口博史 - 桑原理一郎 - エミ・エヴァンス |

（メンバーID順）
解散時の正確な記録は残っていない。このほか畑亜貴や黒田淳也、匿名参加のメンバーがいた。